# Pipolo
Pipolo, pseudonimo di Giuseppe Moccia (Viterbo, 24 giugno 1933 – Roma, 20 agosto 2006), è stato uno sceneggiatore e regista italiano.
Assieme al collega Franco Castellano, col quale ha formato il duo Castellano & Pipolo, è stato uno dei più noti sceneggiatori e registi italiani degli anni sessanta, settanta e ottanta.

## Biografia

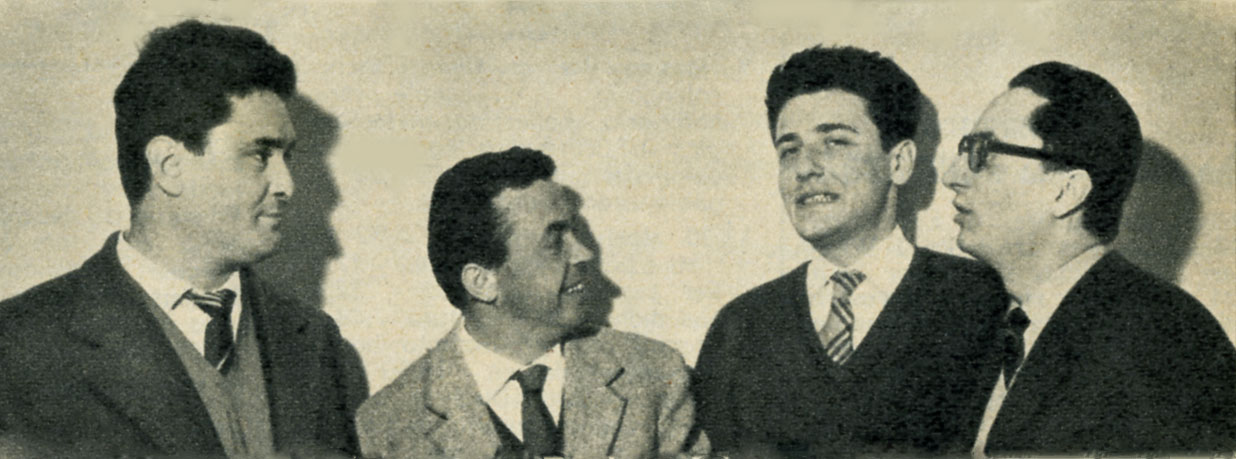
Castellano, De Palma, Pipolo e Vighi nella sede di Radio Rai di Roma per il programma Operazione Rock and Roll nel 1957

Il suo pseudonimo proviene dal nome che pronunciava la sorellina la quale non sapeva dire Giuseppe. La carriera iniziò negli anni cinquanta, alla radio. Dal febbraio 1954 al marzo 1956 collabora come soggettista e disegnatore al quindicinale Ciclamino. Dal 1957 è direttore del mensile Pulce. in questi anni scrive e disegna le storie di Ciclamino, Pulce, Violetta, Radicchio e Lievito. Lavora come vignettista per il Marc'Aurelio, di cui diviene in seguito redattore. In televisione, sempre in coppia con Castellano, firmò programmi di successo come tre edizioni di Canzonissima (1966, 1967 e 1971), Scala reale (1966) con Peppino De Filippo; Studio Uno; Johnny Sera con Johnny Dorelli (1966) e Partitissima, condotta da Alberto Lupo, dove esordirono in TV Franco e Ciccio. Il loro esordio sul grande schermo come sceneggiatori fu nel 1958 con Marinai, donne e guai di Giorgio Simonelli.
Al cinema furono più volte campioni d'incasso, grazie anche al sodalizio con alcuni attori, primo tra tutti Adriano Celentano, che, dopo Zio Adolfo in arte Führer (1978), li vuole a dirigere tutti i film che interpreta con grande successo negli anni ottanta: Mani di velluto (1979); Il bisbetico domato (1980) e Innamorato pazzo (1981), entrambi film che lo hanno visto in coppia con Ornella Muti e ispirati rispettivamente a Shakespeare e a Wyler; Asso (sempre del 1981); Segni particolari: bellissimo (1983) e Il burbero (1986), ispirato a Goldoni. Molti altri attori di successo lavorarono con la "ditta Castellano & Pipolo", tra cui Pozzetto, Montesano, Verdone, Abatantuono, Banfi, Villaggio, Boldi, De Sica, Manfredi, Haber, Placido, Teocoli, Heather Parisi e Laura Antonelli.
A Roma il 21 gennaio del 2025 nel parco del Municipio III nell'area verde ubicata in via Renato Fucini, fronte civico 260, Roma Capitale ha dedicato una targa al duo Castellano e Pipolo, con una cerimonia di scoprimento della targa toponomastica. La richiesta di dedicare una strada è partita una mozione presentata in Aula Giulio Cesare dall'On. Marco Di Stefano Capogruppo di Noi Moderati in Assemblea Capitolina, e approvata a larghissima maggioranza.

## Vita privata
Fu il padre dello scrittore e regista Federico Moccia: insieme sono stati ospiti di una puntata della trasmissione televisiva di Rai 2 Matinée nel luglio 2006, un mese prima della sua improvvisa morte, dovuta a una emorragia cerebrale.

## Filmografia
- I marziani hanno 12 mani (1964)
- Zio Adolfo in arte Führer (1979)
- Sabato, domenica e venerdì, episodio Venerdì (1979)
- Mani di velluto (1979)
- Il bisbetico domato (1980)
- Mia moglie è una strega (1981)
- Asso (1981)
- Innamorato pazzo (1981)
- Grand Hotel Excelsior (1982)
- Attila flagello di Dio (1982)
- Segni particolari: bellissimo (1983)
- Il ragazzo di campagna (1984)
- College (1984)
- È arrivato mio fratello (1985)
- Grandi magazzini (1986)
- Il burbero (1986)
- Mia moglie è una bestia (1988)
- Occhio alla perestrojka (1990)
- Saint Tropez - Saint Tropez (1992)
- Ci hai rotto papà (1993)
- Panarea (1996)